# Hotel Patria
L'hotel Patria è uno storico palazzo nobiliare di Palermo, sito in via Alloro nel quartiere Kalsa, nei pressi di  piazza Marina.

## Storia
L'edificio, di origine quattrocentesca, di proprietà di Federico Abatellis, fu ampliato nel Seicento e quasi completamente ricostruito nel Settecento, dopo un terremoto, da Baldassarre Naselli d'Aragona e per questo conosciuto originariamente con il nome di "palazzo Naselli di Aragona". A metà Ottocento venne trasformato da nuovi proprietari in hotel, l'albergo Aragona, che nel 1891 divenne "hotel Patria", e fu uno dei più rinomati alberghi della città fino alla seconda guerra mondiale.
Nel 1943 l'albergo fu chiuso perché l'edificio fu semi distrutto dai bombardamenti alleati.
Dopo un lungo periodo di degrado e di abbandono, l'edificio nel pianterreno era divenuto sede di uno storico ristorante, la "trattoria Stella". Lo storico locale fu chiuso nel 2000,

### Residence universitario
Quell'anno furono avviati i lavori di restauro dall'Università di Palermo, proprietaria dell'immobile, per trasformarlo in residence universitario. Si sono conclusi nel 2008.
Il 19 aprile 2013, un gruppo di universitari ha occupato l'ex hotel Patria,  ristrutturato ma mai di fatto utilizzato, riconsegnandolo nel 2015 al rettore. Non è però ancora in funzione come studentato .
I lavori sono stati completati nel settembre 2019, in attesa di una sua possibile apertura come residenza studentesca con 80 posti letto.
Dal 29 novembre 2019 l'ex Hotel Patria è stato occupato e dichiarato in presidio permanente da un gruppo di  universitari